# سه‌تار (آلبوم)
 سه‌تار نام یک آلبوم موسیقی اثر  احمد عبادی، هنرمند ایرانی است که در سبک  سنتی تهیه شده و دارای ۵ آهنگ است. 

## فهرست آهنگ‌ها
| ردیف | آهنگ    |
| ۱    | افشاری  |
| ۲    | چهارگاه |
| ۳    | اصفهان  |
| ۴    | همایون  |
| ۵    | سه‌گاه   |